# Vindula gedeana
Vindula gedeana är en fjärilsart som beskrevs av Hans Fruhstorfer 1906. Vindula gedeana ingår i släktet Vindula och familjen praktfjärilar. Inga underarter finns listade i Catalogue of Life.